# Araxá (Macapá)
Araxá é um bairro do município brasileiro de Macapá, capital do estado do Amapá. Segundo o censo demográfico de 2022, realizado pelo Instituto Brasileiro de Geografia e Estatística (IBGE), sua população era de 9 520 habitantes e havia 2 436 domicílios particulares permanentes ocupados.
De acordo com o IBGE, em 2010 a população era de 8 713 habitantes e havia 1 794 domicílios particulares.